# Corydoras mamore
Corydoras mamore är en fiskart som beskrevs av Knaack 2002. Corydoras mamore ingår i släktet Corydoras och familjen Callichthyidae. Inga underarter finns listade i Catalogue of Life.